# Wahlkreis Banff and Buchan (Schottisches Parlament)
| Angus                                  |
| -------------------------------------- |
| Banff and Buchan · North East Scotland |
| Gebildet                               |
| 1999                                   |
| Abgeschafft                            |
| 2011                                   |
| Regionen                               |
| Aberdeenshire                          |

Banff and Buchan war ein Wahlkreis für das Schottische Parlament. Er wurde 1999 als einer von neun Wahlkreisen der Wahlregion North East Scotland eingeführt, die im Zuge der Revision der Wahlkreise im Jahre 2011 neu zugeschnitten und auf zehn Wahlkreise erweitert wurde. Hierbei wurde der Wahlkreis Banff and Buchan abgeschafft. Er umfasste die nordöstlichen Küstenregionen der Council Area Aberdeenshire. Die Gebiete sind weitgehend in den neuen Wahlkreisen Banffshire and Buchan Coast und Aberdeenshire East aufgegangen. Bei Zensuserhebung 2001 lebten insgesamt 75.140 Personen innerhalb seiner Grenzen. Es wurde ein Abgeordneter entsandt.

## Wahlergebnisse

### Parlamentswahl 1999
| Ergebnisse der Parlamentswahl 1999 | Ergebnisse der Parlamentswahl 1999 | Ergebnisse der Parlamentswahl 1999 | Ergebnisse der Parlamentswahl 1999 |
| Partei                             | Kandidat                           | Stimmen                            | %                                  |
| ---------------------------------- | ---------------------------------- | ---------------------------------- | ---------------------------------- |
| SNP                                | Alex Salmond                       | 16.695                             | 52,6                               |
| Conservative                       | David Davidson                     | 5403                               | 17,0                               |
| Liberal Democrats                  | Maitland Mackie                    | 5315                               | 16,8                               |
| Labour                             | Megan Harris                       | 4321                               | 13,6                               |

### Neuwahl 2001
Da der gewählte SNP-Politiker Alex Salmond sein Mandat zurückgab, wurden am 7. Juni 2001 Neuwahlen im Wahlkreis Banff and Buchan durchgeführt.
| Ergebnisse der Neuwahl 2001 | Ergebnisse der Neuwahl 2001 | Ergebnisse der Neuwahl 2001 | Ergebnisse der Neuwahl 2001 | Ergebnisse der Neuwahl 2001 |
| Partei                      | Kandidat                    | Stimmen                     | %                           | ±                           |
| --------------------------- | --------------------------- | --------------------------- | --------------------------- | --------------------------- |
| SNP                         | Stewart Stevenson           | 15.386                      | 49,6                        | −3,0                        |
| Conservative                | Ted Brocklebank             | 6819                        | 22,0                        | +5,0                        |
| Labour                      | Megan Harris                | 4897                        | 15,8                        | +2,2                        |
| Liberal Democrats           | Kenyon Wright               | 3231                        | 10,4                        | −6,4                        |
| Scottish Socialist          | Peter Anderson              | 682                         | 2,2                         | +2,2                        |

### Parlamentswahl 2003
| Ergebnisse der Parlamentswahl 2003 | Ergebnisse der Parlamentswahl 2003 | Ergebnisse der Parlamentswahl 2003 | Ergebnisse der Parlamentswahl 2003 | Ergebnisse der Parlamentswahl 2003 |
| Partei                             | Kandidat                           | Stimmen                            | %                                  | ±                                  |
| ---------------------------------- | ---------------------------------- | ---------------------------------- | ---------------------------------- | ---------------------------------- |
| SNP                                | Stewart Stevenson                  | 13.827                             | 52,9                               | +3,4                               |
| Conservative                       | Stewart Whyte                      | 5463                               | 20,9                               | +3,9                               |
| Labour                             | Iain Brotchie                      | 2885                               | 11,0                               | −4,8                               |
| Liberal Democrats                  | Debra Storr                        | 2227                               | 8,5                                | −1,9                               |
| Scottish People’s                  | Alan Buchan                        | 907                                | 3,5                                | + 3,5                              |
| Scottish Socialist                 | Alice Rowan                        | 840                                | 3,2                                | +3,2                               |
| Wahlbeteiligung: 26.149 (47,24 %)  |                                    |                                    |                                    |                                    |

### Parlamentswahl 2007
| Ergebnisse der Parlamentswahl 2007 | Ergebnisse der Parlamentswahl 2007 | Ergebnisse der Parlamentswahl 2007 | Ergebnisse der Parlamentswahl 2007 | Ergebnisse der Parlamentswahl 2007 |
| Partei                             | Kandidat                           | Stimmen                            | %                                  | ±                                  |
| ---------------------------------- | ---------------------------------- | ---------------------------------- | ---------------------------------- | ---------------------------------- |
| SNP                                | Stewart Stevenson                  | 16.031                             | 58,8                               | +5,9                               |
| Conservative                       | Geordie Burnett Stuart             | 5501                               | 20,2                               | −0,7                               |
| Labour                             | Kay Barnett                        | 3136                               | 11,5                               | +0,5                               |
| Liberal Democrats                  | Alison McInnes                     | 2617                               | 9,6                                | +1,1                               |
| Wahlbeteiligung: 27.285 (48,44 %)  |                                    |                                    |                                    |                                    |